# Ted McClain
Theodore „Ted” McClain (ur. 30 sierpnia 1946 w Nashville) – amerykański koszykarz, występujący na pozycji rozgrywającego.
Opuścił uczelnię Tennessee State jako jej lider wszech czasów w średniej zdobywanych punktów (24,8), zajął też drugie miejsce pod względem liczby zdobytych punktów (2309).
26 grudnia 1973 roku ustanowił rekord ABA, uzyskując 12 przechwytów podczas spotkania z New York Nets.

## Osiągnięcia
Na podstawie, o ile nie zaznaczono inaczej.
NCAA
- Wicemistrz NCAA II (1970)
- Most Outstanding Player (MOP = MVP) turnieju dywizji II NCAA (1970)
- Wybrany do:
  - składu Little All-America (przez UPI and AP)
  - I składu:
    - NCAA Division II All-American (1969–1971)[5]
    - Final Four NCAA Division II (1970)[6]

  - Galerii Sław Sportu stanu Tennessee (1997)

ABA
- Mistrz ABA (1975, 1976)[7][8]
- Uczestnik meczu gwiazd ABA (1974)
- Zaliczony do I składu defensywnego ABA (1974)
- Lider ABA w przechwytach (1974)